# Ocell (rei)
Ocell el nom provisional d'un un efímer faraó de la darreria de la primera dinastia de l'antic Egipte que va governar vers el 2890 aC.
En egiptologia hi molta incertesa sobre el nom d'aquest governant perquè els pocs artefactes que hi ha són molt danyats i el nom de jeroglífic és difícil per a desxifrar. La majoria dels egiptòlegs, inclosos Wolfgang Helck i Peter Kaplony, almenys estan d'acord que la figura semblant al serekh és un ocell semblant a una oca. Per tant, Helck llegeix el nom com «Hor Sa» (G39) o «Hor Geb» (G38). L'egiptòleg Nabil Swelim, ans al contrari, llegeix el nom com «Hor Ba» (G29).
Se'n coneix un serekh trobat a la piràmide escalonada de Djoser, a Saqqara, en un recipient de pedra. Per comparació es creu que podria pertànyer al final de la primera dinastia, ja que és semblant als de l'època i a més s'ha trobat un serekh de Qa'a (trobat a Abidos el 1902) que també porta un ocell, si bé no és prou clar.
El seu antecessor o predecessor hauria sigut un altre efímer sobirà de nom Sneferka.